# La Verna (Toscana)
La Verna er et bjerg i Toscana, som på dansk også kaldes Alvernerbjerget. Selv om det kun er ca. 1200 m højt er det et sted, hvor vejret kan være barsk.
I 1213 tilbød grev Orlando Frans af Assisi, at han kunne få bjerget La Verna, som et sted, hvor han kunne bede til Gud. Frans holdt meget af øde og ensomme steder. Frans tog imod tilbuddet og trak sig flere gange tilbage til bjergets ensomhed for at bede.
Det gjorde han også i 1224. Og da han i lang tid havde fordybet sig i Jesu korsdød, fortæller kilderne, at han så et syn af en seraf, som bar på et korsfæstet menneske, og fra sårene i den korsfæstedes hånd kom der ligesom stråler, der indristede de tilsvarende sår på Frans' legeme. 
Og han levede med Kristi sårmærker eller stigmater resten af sit liv.

På den hårde klippe nærved Tiberfloden

modtog han Kristi sidste segl, og såret

bar han to år, i hånden og i foden.

(Dante Alighieri: Paradiset, 11. sang)
På bjerget findes i dag et stort franciskanerkloster, som rummer tre kirker, der alle er udsmykket med kunstværker i keramik af den florentinske kunstnerfamilie della Robbia. En af de tre kirker Stigmat-kapellet er bygget på det sted, hvor Frans iflg. overleveringen modtog stigmaterne.
I den lille by Caprese, i dag Caprese Michelangelo, højt oppe på bjerget er kunstneren Michelangelo født i 1475.